# ビニール
ビニール（vinyl、注：英語発音[/ˈvaɪ.nəl/] ）は、ビニル基 CH2=CH- を持つ化学物質の重合によって合成される高分子樹脂・繊維の総称。特にポリ塩化ビニル（polyvinyl chloride、PVC）を指すことが多い。